# County Offaly
Offaly (irisch Uíbh Fhailí) ist ein County in der Provinz Leinster in der Mitte der Republik Irland.

## Geografie
Die Grafschaft besteht weitestgehend aus einer Ebene, die im Westen vom Fluss Shannon begrenzt wird. Nur im Südosten erheben sich die Slieve Bloom Mountains. Durch die Grafschaft zieht sich der Grand Canal, der Dublin mit dem Shannon verbindet.

## Geschichte

Historische Karte

Steinzeitliche Spuren finden sich mit dem Menhir von Greenville.
Im Mittelalter lag hier das Fürstentum Offaly (ältere irische Bezeichnung Uí Failghe), das neben dem heutigen County auch Teile von Tipperary, Laois und Kildare umfasste. Dieses Fürstentum stand lange unter der Herrschaft des Clans O’Connor Faly (Ó Conchobhair Failghe). Turlough O’Connor (1088–1156) der zur Zeit der Synode von Rathbreasail (1111 in Offaly) lebte und Roderick O’Connor (1116–1198) waren Könige von Connacht.
Im 16. Jahrhundert fiel das Fürstentum Offaly an die englische Krone. 1556 wurde die Grafschaft unter dem Namen King’s County eingerichtet. Vor allem in den Jahren nach dem von 1594 bis 1603 dauernden Neunjährigen Krieg betrieb die englische Krone die Besiedlung des Landes mit englischen Siedlern. Die irischen Landbesitzer wurden nach der gescheiterten Irischen Rebellion 1641 ihrer Höfe und Äcker beraubt.
Nach der irischen Unabhängigkeit erhielt das King’s County 1922 wieder seinen irischen, historischen Namen Offaly.

## Wirtschaft
Die Landwirtschaft besteht aus Rinder-, Schaf- und Schweinezucht sowie dem Anbau von Weizen und Braugerste. Es existieren Textilindustrie, Whiskeybrennereien, sowie Möbelherstellung und Juteverarbeitung.

## Politik
Die Sitzverteilung im Offaly County Council nach der Kommunalwahl im Juni 2024 ist:
| Partei      | Sitze |
| ----------- | ----- |
| Fianna Fáil | 8     |
| Fine Gael   | 5     |
| Sinn Féin   | 3     |
| Unabhängige | 3     |

Bei den Wahlen in das irische Parlament (Dáil Éireann) im November 2024 wurden in Offaly drei Abgeordnete gewählt.
| Partei      | Sitze |
| ----------- | ----- |
| Fianna Fáil | 1     |
| Fine Gael   | 1     |
| Unabhängige | 1     |

## Sehenswürdigkeiten
- Clonmacnoise, Klosterruine
- Clonfinlough-Stein
- Dowris-Hort
- Durrow High Cross
- Leap Castle
- Leviathan (Teleskop)

## Persönlichkeiten
- Kieran Egan (1916–1976), Politiker
- Brian Cowen (* 1960), Minister, Tánaiste, von Mai 2008 bis März 2011 Taoiseach und von Mai 2008 bis Januar 2011 Vorsitzender der Fianna-Fáil-Partei
- Alexander Dunne (* 2005), Automobilrennfahrer